# NGC 5603
NGC 5603 este o galaxie lenticulară situată în constelația Boarul. A fost descoperită în 29 aprilie 1788 de către William Herschel. Se află la o distanță de 83,42 de megaparseci de Pământ.